# Włodzimierz Wołowski
Włodzimierz Jan Wołowski także Włodzimierz Jan Wołowski-Prus (ur. 26 lipca 1920 w Harbinie, zm. 30 marca 1992 w Warszawie) – kapral podchorąży Armii Krajowej i Polskiej Armii Ludowej, kawaler Krzyża Srebrnego Orderu Wojennego Virtuti Militari.

## Życiorys
Syn Włodzimierza i Stanisławy z domu Krutoff. Pieczętował się herbem Prus II. Absolwent Gimnazjum im. Marii Magdaleny w Poznaniu (1938). Rozpoczął cywilne studia na Wydziale Lekarskim Uniwersytetu Warszawskiego i jednocześnie kształcił się w warszawskiej Szkole Podchorążych Sanitarnych. Od 1942 w Armii Krajowej, a następnie w Polskiej Armii Ludowej. Uczestnik powstania warszawskiego na terenie Śródmieścia Południowego. Jako lekarz służbę pełnił między innymi w szpitalu polowym przy ulicy ks. Skorupki 14 i w szpitalu ewakuacyjnym przy ulicy Wspólnej 27. Za „osobiste męstwo i wielokrotne bohaterstwo w czasie walk powstańczych, szczególnie w ataku na Instytut Głuchoniemych i ratowanie życia żołnierzy” odznaczony został w październiku 1944 Krzyżem Srebrnym Orderu Virtuti Militari (nadanie to zostało zweryfikowane w 1974). Warszawę opuścił wraz z ludnością cywilną unikając niemieckiej niewoli.
Po wojnie organizował służbę zdrowia w Kłecku, zajmował stanowisko ordynatora Szpitala Psychiatrycznego w Dziekance koło Gniezna, asystenta na Akademii Medycznej oraz sekretarza redakcji i redaktora naukowego „Wiadomości Lekarskich”. Był konsultantem do spraw organizacji ochrony zdrowia Najwyższej Izby Kontroli i kierownikiem Zespołu Ochrony Zdrowia w Centralnej Radzie Związków Zawodowych. Doktoryzował się w 1950. Od 1968 prowadził również prywatną praktykę lekarską. Uznany neurolog i psychiatra, autor wielu publikacji z tych dziedzin, zamieszczanych w czasopismach polskich i zagranicznych.
Dwukrotnie żonaty - za pierwszym razem z Ewą z domu Szarkiewicz (1947-2016), z którą miał synów Włodzimierza i Karola. Jego drugą żoną została Teresa z domu Korantowska (1954-1998). Pochowany został na cmentarzu ewangelicko-augsburskim w Warszawie (sektor: Al 64, rząd: 1, grób: 106).

## Odznaczenia
- Krzyż Srebrny Orderu Wojennego Virtuti Militari